# Marcelo Camelo
Marcelo de Souza Camelo (Rio de Janeiro, 4 de fevereiro de 1978) é um cantor, compositor e músico brasileiro.
É vocalista e guitarrista da banda de rock alternativo Los Hermanos, em atividade a partir de 1997. Entre 2014 e 2015, Camelo foi membro da Banda do Mar, com Fred Ferreira e Mallu Magalhães, sua atual esposa. Atualmente, segue cantando e tocando em carreira solo.

## Biografia

### Primeiros anos
Filho de Ernesto Camelo e da pintora naif Ana Camelo, Marcelo nasceu na cidade do Rio de Janeiro, tendo crescido em Jacarepaguá, zona oeste da cidade, onde morou até seus quinze anos. É o filho do meio do casal tendo como mais velho Leonardo Camelo e como irmão caçula o escritor Thiago Camelo. Além de seu pais, sua família era formada em maioria por artistas como, por exemplo, seu tio Bebeto Castilho. Teve seus primeiros contatos com o rock quando se tornou fã das bandas de hard-rock Bon Jovi, Poison e Skid Row. Desde jovem já aprendera a tocar teclado, bateria e violão.
Seu contato com o rock alternativo se daria em sua época de faculdade, quando participava ativamente de um fanzine com Alex Werner chamada DooStraw, uma junção de Doo referência ao álbum Doolittle dos Pixies com a palavra straw de significado transladado palha, devido aos desenhos feitos por Alex á revista, voltado para a cena musical do Rio de Janeiro, no qual entrevistaria, inclusive, Alexandre Kassin, à época, membro da banda Acabou La Tequila, uma das maiores influências musicais de Camelo, e assim outras bandas como Little Quail and The Mad Birds, Planet Hemp, Ratos de Porão, Gangrena Gasosa e Pato Fu.

### Los Hermanos
Foi cursando jornalismo, na Pontifícia Universidade Católica (PUC) do Rio de Janeiro, que Marcelo Camelo iniciou os primeiros contatos com o palco, tendo formado as bandas Drive By, Barnabé e Minanina's Popcorn antes de iniciar as formações da banda que viria a se chamar Los Hermanos. Até então estudantes da PUC-RJ, Marcelo Camelo e Rodrigo Barba formaram uma banda que contrapunha o peso do hardcore com a leveza de letras sobre o amor. Com a entrada dos músicos Bruno Medina, Rodrigo Amarante e Patrick Laplan a banda gravou, em 1997 seus primeiros materiais: as demos "Chora" e "Amor e Folia".
Em 1999, Marcelo Camelo lançou o primeiro álbum da banda Los Hermanos tendo escrito doze das quatorze faixas do álbum. O sucesso do álbum foi puxado pela música "Anna Júlia", que se conquistou expressão mundial e também com versão em inglês de Jim Capaldi e o segundo single, "Primavera". Na entrega do prêmio Multishow de 2000, Marcelo Camelo demonstrou estar embaraçado ao ganhar de Chico Buarque na categoria de melhor música, com "Anna Julia". Envergonhado, disse: "Cara, eu não sei nem o que falar. Eu me sinto envergonhado de ganhar um prêmio em uma categoria em que o Chico Buarque esteja competindo".
Dois anos depois, em 2001, o baixista Patrick Laplan desintegra-se da banda, alegando divergências musicais e o grupo lança o álbum Bloco do Eu Sozinho, acrescentaram-se levadas melancólicas do samba, da bossa nova e de outros ritmos latinos. O guitarrista Rodrigo Amarante, passou a ter mais espaço na banda, com composições como "Retrato Pra Iaiá", o single "Sentimental", "Cher Antoine" e "A Flor" essa com Marcelo Camelo que compôs "Todo Carnaval tem seu Fim" como primeiro single do disco.
O ano de 2003 chegava e já na Sony Music BMG, os Hermanos lançaram o álbum Ventura. Antes chamado de "Bonança", foi o primeiro disco brasileiro a "vazar" em sua fase de pré-produção. O terceiro álbum apresentava um Los Hermanos multi-facetado. Nas composições de Marcelo de "Samba a Dois" ao pop rock de "O Vencedor" ou dos diálogos de "Conversa de Botas Batidas" e "Do Lado de Dentro", Ventura vinha com status do álbum que consolidaria a banda no cenário nacional. O primeiro single, "Cara Estranho" e em seguida vieram "O Vencedor" e "Último Romance", essa última de Rodrigo Amarante, que assinou cinco das quinze músicas do CD e passou a se destacar como compositor do cenário. A cantora Maria Rita em seu álbum homônimo, gravou três músicas de Marcelo Camelo: "Santa Chuva", "Cara Valente" e "Veja Bem Meu Bem". Os shows passaram a abrigar uma legião de fãs que passaram a ser a marca registrada da banda.
Em 2005, chega o quarto CD da banda, 4, o álbum mostrava um conteúdo mais introspectivo e uma aproximação mais impactante com a MPB. O disco, no entanto, seria considerado "irregular" pela grande crítica. Seja no violão de "Sapato Novo" e na bossa de "Fez-se Mar", ou a predominância de um clima saudoso nas letras de Camelo e Amarante, 4 dividiu novamente o público. O álbum teve como single de bastante repercussão a música "O Vento" do guitarrista Rodrigo Amarante. Seguiram-se a esse single "Condicional" e "Morena", ambas as músicas com clipes lançados ao mesmo tempo.
Os discos Bloco do Eu Sozinho e Ventura figuram na lista elaborada pela revista Rolling Stone dos 100 maiores discos da música brasileira.
Até início de 2007, Marcelo manteve um blog no canal eletrônico G1 da Globo.com. No sitio, Camelo tentou apropriar-se de formas diferentes de postar crônicas e poemas, como textos datilografados ou até mesmo manuscritos.

### Carreira solo
Em 2008, depois de anunciado o hiato da banda, o compositor lançou seu primeiro disco, intitulado Sou. O álbum, que traz uma capa-poema do artista plástico Rodrigo Linares, foi lançado primeiramente na internet, por meio do site Sonora, do portal Terra. O disco traz 14 faixas compostas por Marcelo Camelo, sendo duas executadas exclusivamente pela pianista Clara Sverner, uma das convidadas especiais do disco. Além dela, a banda paulistana Hurtmold, a cantora Mallu Magalhães e o sanfoneiro Dominguinhos, marcam presença no álbum. A música "Janta" que conta com a participação de Magalhães, foi incluída pela revista Rolling Stone como a melhor faixa de 2008.
A estreia da sua turnê solo aconteceu nos dias 19 e 20 de setembro de 2008, no festival No Ar Coquetel Molotov, no Recife.
Em novembro de 2010, é lançado o MTV ao Vivo Marcelo Camelo, que foi gravado no dia 3 de abril de 2009, na concha acústica do Teatro Castro Alves em Salvador, trazendo faixas do Sou.
Em abril de 2010, as faixas para o que seria o segundo álbum de estúdio da carreira solo de Marcelo estava no processo final de gravação e o próprio autor já anunciara que DC no momento sem nome seria lançado em três meses. Porém, Camelo resolveu mudar tudo: mudou de São Paulo onde morava com sua esposa e voltou para sua antiga cidade, o Rio de Janeiro; diz ele, após terminar o trabalho intitulado Toque Dela: "Para as minhas demandas, estava faltando outro tipo de estética. Fiz uma parada estratégica para ouvir o que tinha gravado. Trouxe [as faixas] para o Rio, e elas soam totalmente diferentes aqui e em São Paulo. Já no avião o disco vai mudando." A arte da capa de Toque Dela reproduz um quadro do artista paulista Biel Carpenter. A turnê do álbum iniciou em São Paulo, no dia 28 de abril de 2011, no Sesc Pompeia.
Em 2012, apresentou o show "Voz & Violão" por dezenas de cidades brasileiras.
Após o trabalho com a Banda do Mar, entre 2014 e 2015, Camelo deu uma pausa, retornando em 2018, apresentando Primitiva, uma sinfonia que possui cerca de 30 minutos de duração, sendo orquestrada e composta pelo próprio. A música havia sido executada em 2015 pela Orquestra Filarmônica da Cidade de Praga por mais de 80 músicos, com influências assumidas de compositores como Brahms, Mahler e Alberto Nepomuceno. Seu álbum Sinfonia Primitiva Nº 1 foi eleito o 43º melhor disco brasileiro de 2018 pela revista Rolling Stone Brasil.
Em abril de 2020, isolado devido à pandemia da Covid-19, Camelo apresentou uma live no Instagram. O setlist da live teve as canções “Luzes da Cidade”, “Doce Solidão”, “Casa Pré-Fabricada”, “Dia Clarear”, “Liberdade”, “Pois é”, “Menina Bordada”, “O Vento”, “Santa Chuva”, “Morena” e “Janta”, essa com participação surpresa de Mallu Magalhães.

### Produções de discos
- Bebeto Castilho - Amendoeira (2006)
- Mallu Magalhães - Pitanga (2011)
- Wado - Vazio Tropical (2013)[33]
- Banda do Mar - Banda do Mar (2014)
- Dom La Nena - Soyo (2015)
- Momo - Voá (2017)
- Luís Otávio e Ana Camelo - Acalanto (2017)
- Mallu Magalhães - Vem (2017)

## Álbuns

### Los Hermanos
- Los Hermanos (1999)
- Bloco do Eu Sozinho (2001)
- Ventura (2003)
- 4 (2005)

### Carreira solo
- Sou (2008)
- MTV ao Vivo Marcelo Camelo (2010)
- Toque Dela (2011)
- Ao Vivo no Theatro São Pedro (2013)
- Sinfonia Nº1, Primitiva (2018)

### Banda do Mar
- Banda do Mar (2014)

## Indicações e premiações
- A música "Janta" foi eleita a melhor música brasileira do ano de 2008 pela revista Rolling Stone, com destaque para a participação de Mallu Magalhães. Já o site Scream & Yell, que anualmente reúne cerca de 100 jornalistas para uma votação, elegeu, dentre 158 músicas citadas, "Janta" como a sexta melhor música brasileira do ano.
- O site Scream & Yell também elegeu a capa de Sou, feita por Rodrigo Linares, como a segunda capa de CD brasileiro mais bonita do ano de 2008, perdendo apenas para o disco Artista Igual Pedreiro, da banda Macaco Bong.
- Marcelo Camelo venceu como Melhor Cantor do Prêmio Multishow de Música Brasileira 2011[34] pelo voto do júri.
- A revista Rolling Stone elegeu a música "Vermelho" do álbum Toque Dela como a quinta melhor música nacional de 2011, enquanto o site Rock 'n' Beats a elegeu em quarto no mesmo ano.

## Polêmicas
Marcelo Camelo é conhecido como um entrevistado difícil. São frequentes os tropeços de jornalistas na frente de Camelo. Devido ao que alguns jornalistas classificam como má-vontade, Camelo muitas vezes vagueia em certas respostas. Vários vídeos de gafes jornalísticas são sucesso em sítios de compartilhamento. Entre os mais famosos, há o vídeo que mostra uma jornalista de uma afiliada da Rede Globo de Brasília chamando Marcelo Camelo de ‘Marcelo Campelo’, erro que é grifado, sarcasticamente, pelo guitarrista Rodrigo Amarante. Outro vídeo bastante popular é o duma entrevista no festival Ceará Music, onde voltou a ser chamado de “Campelo”, além de “celebridade” e “o cara”. A relação do músico e de sua banda Los Hermanos com os meios de comunicação em geral muitas vezes gerou polêmica. Em uma entrevista à extinta Revista Bizz, Marcelo Camelo e Rodrigo Amarante começaram a gravar o que o entrevistador perguntava, fato que teria constrangido o jornalista. Entre outros motivos, o músico afirmou que adotaram essa atitude para se proteger de possíveis distorções por parte dos veículos de comunicação.
Em 2 de julho de 2004, Camelo e o vocalista da banda Charlie Brown Jr. Chorão se encontraram no aeroporto de Fortaleza e Chorão teria dado uma cabeçada e um soco em Marcelo, supostamente por causa de uma crítica que o músico do Los Hermanos havia feito em relação ao Charlie Brown Jr..

## Vida Pessoal
Desde 2008, Camelo mantém um relacionamento com a cantora e compositor Mallu Magalhães, com quem vive na cidade de Lisboa, em Portugal, desde 2014. Em setembro de 2015, Mallu confirmou a gravidez de seu primeiro bebê com o músico. Luísa nasceu no dia 28 de dezembro de 2015.